# Liste des cavités naturelles les plus longues de Loir-et-Cher

Département de Loir-et-Cher.

La liste des cavités naturelles les plus longues du Loir-et-Cher recense sous la forme d'un tableau, les cavités souterraines naturelles connues, dont le développement est supérieur à trente mètres.
La communauté spéléologique considère qu'une cavité souterraine naturelle n'existe vraiment qu'à partir du moment où elle est « inventée » c'est-à-dire découverte (ou redécouverte), inventoriée, topographiée et publiée. Bien sûr, la réalité physique d'une cavité naturelle est la plupart du temps bien antérieure à sa découverte par l'homme ; cependant tant qu'elle n'est pas explorée, mesurée et révélée, la cavité naturelle n'appartient pas au domaine de la connaissance partagée.
La liste spéléométrique des plus longues cavités naturelles de Loir-et-Cher (> 30 m) est  actualisée fin 2018.
La plus longue cavité répertoriée dans le département de Loir-et-Cher est la rivière souterraine de Parcé à Saint-Georges (cf. ligne 1 du tableau ci-dessous).

## Répartition géographique
| \| Blois Romorantin-Lanthenay Vendôme \| Répartition géographique des cavités naturelles de Loir-et-Cher . |
| Blois Romorantin-Lanthenay Vendôme                                                                         |

## Loir-et-Cher (France)

### Cavités de développement supérieur à30 mètres
8 cavités sont recensées au 31-12-2023.
| Réf. | Cavités (autres noms)        | Communes               | Massifs ou zones géographiques | Coordonnées (WGS 84)        | Développement (en mètres) | Dénivelée (en mètres) | Sources ou références     | Mises à jour |
| ---- | ---------------------------- | ---------------------- | ------------------------------ | --------------------------- | ------------------------- | --------------------- | ------------------------- | ------------ |
| 1    | Rivière souterraine de Parcé | Saint-Georges-sur-Cher | Pays d'Amboise                 | 47° 19′ 15″ N, 1° 09′ 10″ E | +001 710, m               | +0000, m              | Spéléométrie de la France | 2000-00      |
| 2    | Fontaine d'Orchaise          | Valencisse             | Gâtine tourangelle             | 47° 35′ 18″ N, 1° 12′ 09″ E | +001 175, m               | +0013, m              | La Molineuvoise           | 2000-00      |
| 3    | Trou de la Bosse             | Morée                  | Petite Beauce                  | 47° 56′ 13″ N, 1° 14′ 30″ E | +000745, m                | +0034, m              | GRS d'Eure-et-Loir        | 2000-00      |
| 4    | Grotte du Breuil             | Lunay                  | Vendômois                      |                             | +0 00089, m               | +0000, m              | Spéléométrie de la France | 2000-00      |
| 5    | Cave au Diable               | Vendôme                | Vendômois                      |                             | +0 00086, m               | +0000, m              | Spéléométrie de la France | 2000-00      |
| 6    | Grotte de la Grande Bosse    | Vievy-le-Rayé          | Petite Beauce                  | 47° 51′ 29″ N, 1° 16′ 27″ E | +0 00080, m               | +0000, m              | Spéléométrie de la France | 2000-00      |
| 7    | Rivière souterraine des Prés | Vallières-les-Grandes  | Pays d'Amboise                 |                             | +0 00072, m               | +0000, m              | Spéléométrie de la France | 2000-00      |
| 8    | Trou du Clos du Cul          | Valencisse             | Gâtine tourangelle             | 47° 34′ 42″ N, 1° 12′ 42″ E | +0 00067, m               | +0009, m              | Speleoscope n°42          | 2024-06      |